# Thomas Zeller
Thomas Zeller (* 13. April 1976 in Meißen) ist ein deutscher Journalist. Er ist seit Juni 2025 Chefredakteur der Mediengruppe Oberfranken. Zuvor war er dort seit 2022 Chief Operations Officer (COO) und stellvertretender Chefredakteur. Davor war er Redaktionsleiter der Heidenheimer Zeitung/Heidenheimer Neue Presse und arbeitete in verschiedenen Führungsfunktionen für die Medienhäuser Trierischer Volksfreund und Südkurier.

## Leben
Zeller wuchs in Weinböhla auf. Er studierte an der Universität Leipzig Journalistik und Anglistik. 1997 absolvierte er ein Volontariat bei dem Radiosender Radioropa. Nach Abschluss des Studiums arbeitete er als Redakteur für verschiedene Verlagshäuser, wie beispielsweise Gruner + Jahr, das FAZ Business Radio oder den US-Verlag IDG.
2002 veröffentlichte Zeller sein erstes Buch Size Matters. Die Fusionen in der amerikanischen Medienindustrie und ihre Auswirkungen auf den deutschen TV-Markt. Darin beschäftigt sich der Wirtschaftsjournalist mit unterschiedlichen Ansätzen für die vertikale und horizontale Integration bei Medienkonzernen.

## Schriften
- Size Matters. Die Fusionen in der amerikanischen Medienindustrie und ihre Auswirkungen auf den deutschen TV-Markt. IKO-Verlag für Interkulturelle Kommunikation, Frankfurt 2002, ISBN 3-88939-580-5
- Auf der Suche nach der Wahrheit. In: Wahrhaftigkeit – eine gesellschaftliche Herausforderung. Springer VS, Wiesbaden 2022, ISBN 978-3-658-34332-3